# Ulrich von Blücher (General, 1816)
Karl Louis Franz Amalrich Ulrich von Blücher (* 17. März 1816 in Falkenberg; † 28. Juni 1903 in Berlin) war ein preußischer Generalmajor.

## Leben

### Herkunft
Ulrich war ein Sohn von Gustav von Blücher (1770–1854) und dessen zweiter Ehefrau Julie Elise, geborene von Heydenreich († 1818). Sein Vater war preußischer Major a. D., Oberforstmeister und Herr auf Falkenberg.

### Militärkarriere
Blücher besuchte das Pädagogium in Niesky und das Gymnasium in Luckau. Nach seinem Abschluss trat er am 1. Oktober 1834 als Musketier in das 24. Infanterie-Regiment der Preußischen Armee ein, avancierte bis Mitte November 1835 zum überzähligen Sekondeleutnant und wurde drei Monate später einrangiert. Auf ein Jahr war er ab April 1840 zum 3. kombinierten Reserve-Bataillon kommandiert. Am 1. Oktober 1840 kam er als Adjutant und Rechnungsführer des I. Bataillons in das 24. Landwehr-Regiment. Von dort kam er am 5. April 1848 als Adjutant zum Kommando der Truppen in Berlin, schon am 10. Februar 1849 wurde er zum Adjutanten der Kommandantur in Berlin. Am 25. September 1849 wurde Blücher als Premierleutnant in das 13. Infanterie-Regiment versetzt und als Adjutant der 6. Landwehr-Brigade kommandiert. Er wurde am 18. Juni 1852 Adjutant der 11. Infanterie-Brigade und am 14. November 1853 unter Belassung in diesem Kommando als Hauptmann in das 4. Infanterie-Regiment versetzt. Am 14. November 1854 folgte zunächst seine Kommandierung zur Armeeabteilung des Kriegsministeriums in Berlin sowie am 23. Oktober 1856 die Versetzung in das Ministerium. Blücher stieg Mitte August 1857 zum Major auf und kehrte am 18. Mai 1858 mit der Versetzung in das 6. Infanterie-Regiment in den Truppendienst zurück. Dort wurde er am 1. Juli 1860 Bataillonskommandeur und am 18. Oktober 1861 Oberstleutnant. Anschließend erhielt er am 12. April 1862 seine Abschied mit Pension und der Berechtigung zum Tragen seiner Regimentsuniform.
Blücher wurde am 14. Oktober 1862 Führer des II. Aufgebot im III. Bataillons des Landwehr-Infanterie-Regiments Nr. 20. Am 10. April 1863 wurde er mit Pension zur Disposition gestellt, mit der Berechtigung zum Tragen der Uniform des Grenadier-Regiments Nr. 6. Außerdem wurde er mit der Vertretung des Kommandeurs des kombinierten Stammes des I. und III. Bataillons des Landwehr-Infanterie-Regiments Nr. 20 beauftragt. Blücher avancierte Ende März 1865 zum Oberst und war nach dem Deutschen Krieges ab dem 10. Oktober 1866 für die Regelung der Landwehr- und Ersatzverhältnisse in dem neu zu errichtenden Korpsbezirk des IX. Armee-Korps verantwortlich. Vom 31. Dezember 1867 bis zum 9. Dezember 1869 war er Bezirkskommandeur des Reserve-Landwehr-Bataillons Nr. 35.
Während der Mobilmachung anlässlich des Krieges gegen Frankreich war Blücher Generaletappeninspekteur der Maasarmee, später der Südarmee. Ausgezeichnet mit dem Eisernen Kreuz II. Klasse kehrte er am 15. April 1871 unter Verleihung des Charakters als Generalmajor in den inaktiven Dienst zurück und war vom 8. Juni bis zum 9. November 1871 zur Errichtung der Ersatz- und Landwehrbehörden nach Württemberg kommandiert. Er bekam am 27. Juni 1871 das Komturkreuz II. Klasse des Albrechtsordens mit Kriegsdekoration und am 28. September 1871 den Roten Adlerorden II. Klasse mit Eichenlaub und Schwertern.
Am 2. Dezember 1874 wurde er mit dem Komturkreuz I. Klasse des Friedrichs-Ordens mit Schwertern ausgezeichnet. Er starb am 28. Juni 1903 in Berlin und wurde am 1. Juli 1903 zur Beisetzung nach Buschow überführt.

### Familie
Blücher heiratete am 18. Januar 1846 in Neuruppin Adelhaid Freiin von Hünecken (1817–1911), eine Tochter des Rittmeisters a. D. Heinrich Freiherr von Hünecken auf Möthlitz und Dedeleben und seiner Gattin Charlotte von Rohr. Das Paar hatte mehrere Kinder:
- August (*/† 1847)
- Hedwig (1849–1921), Herrin auf Möthlitz

⚭ 1868 Friedrich von Twardowski (1839–1870), gefallen als preußischer Premierleutnant bei St. Privat, Sohn von Friedrich von Twardowski
⚭ 1874 Hans von Knoblauch (1843–1897), Herr auf Buschow
- Konrad (1855–1895), preußischer Rittmeister ⚭ 1889 Virginie Freiin von Beaulieu-Marconnay (* 1864), Tochter von Karl von Beaulieu-Marconnay